# Casimiro Ros
Casimiro Ros fue un actor de reparto cinematográfico y teatral chileno que hizo parte de su carrera en Argentina.

## Carrera
Ros fue un distinguido actor que siempre con roles secundarios acompañó notablemente a eximias figuras durante la época de oro del cine argentino como Hugo del Carril, Ana María Lynch, Zully Moreno, Elías Alippi, José Podestá, Pablo Podestá, Eduardo Sandrini, Adolfo Meyer, Camila Quiroga, Fernando Borel, Enrique Santos Discépolo, entre otros.
Iniciado en teatro chileno a principio de la década del siglo XX, se trasladó temporalmente a la Argentina donde hizo una importante carrera en cine y teatro.

## Filmografía
- 1915: Mariano Moreno y la revolución de Mayo
- 1939: Nativa
- 1939: Cuatro corazones
- 1940: Un señor mucamo
- 1940: Caprichosa y millonaria
- 1941: En la luz de una estrella
- 1942: Fantasmas en Buenos Aires[2]

## Teatro
En 1911 estrenó la obra La partida en el Palace Theatre. También hizo su propia compañía teatral junto con el actor Alejandro Flores donde hicieron varias presentaciones en Punta Arenas con la obra Daniel y junto con el actor Manuel Rojas en 1921.
En 1923 formó una compañía con Federico Mansilla. En 1924 estrenó La correntada en el Teatro Municipal de Mendoza, y en 1926 integró la Compañía Española Juan Domenechen en el Teatro Marconi donde hizo la obra Las huérfanas de la tempestad, junto con las actrices Clotilde Chico, Asunción Puente, Trinidad Jiménez, Teresa Senén, Romana Larrea, Rafaela Plá, María Luisa Fernández y Laura Calderón, y los actores Juan Leal, Antonio Casáis, Felipe Creus, Juan Boiso, Joaquín Sola, José Cimiios y Vicente Pórtela.
En 1933 hizo la obra Winter Garden, estrenada en el Teatro Monumental, en el que se lució en el papel de un empresario. En el elenco también figuraban Enrique Santos Discépolo, Domingo Mania, Perla Mary, Lucía Montalvo, Elsa Martínez, Emma Otamendi, entre otros.